# Dorji Dema
Dorji Dema, född 16 oktober 1983, är en bhutanesisk bågskytt. Dema deltog vid olympiska sommarspelen 2008.